# Zimnicea
Zimnicea je město v Rumunsku. Leží na levém břehu Dunaje 120 km jihozápadně od Bukurešti a patří k župě Teleorman. Zimnicea je nejjižnějším sídlem Rumunska.
Ve městě žije přibližně 13 tisíc obyvatel. Je významným říčním přístavem a jezdí z něj přívoz do bulharského Svištova, plánuje se stavba mostu spojujícího obě země. Zimnicea je také lokálním centrem textilního, nábytkářského a potravinářského průmyslu. V okolí města se pěstuje vinná réva.
Podle archeologických nálezů zde vybudovali pevnost již Dákové. V roce 1385 je město poprvé zmiňováno pod názvem Dezimnikos jako zastávka poutníků směřujících do Svaté země. Název je odvozován od slovanského boha zimy a odkazuje na cestu přes zamrzlou řeku. Zdejší přechod přes Dunaj sehrál strategickou roli v době rusko-turecké války, kdy zde bojoval Alexej Alexandrovič Romanov, i za první světové války, kdy na tomto místě August von Mackensen pronikl na rumunské území. Po zemětřesení v Rumunsku 1977 bylo město zásadně přebudováno. Bogdan Naumovici natočil o tehdejších událostech film Zimnicea, podle něhož bylo zemětřesení jen záminkou pro megalomanské projekty tehdejšího režimu. Po roce 1989 přišel hospodářský úpadek a pokles populace.
Nedaleko města se nachází chráněná přírodní oblast Balta Suhaia, kde žije množství vodních ptáků.
Místním rodákem je básník Miron Radu Paraschivescu, po kterém je pojmenována městská knihovna.